# Waldo Rubio
Waldo Rubio Martín (Badajoz, 17 agosto 1995) è un calciatore spagnolo, attaccante dell'AEK Larnaca.

## Caratteristiche tecniche
È un'ala sinistra.

## Carriera
Cresciuto nel settore giovanile del Recreativo Huelva, ha esordito in prima squadra il 25 ottobre 2015 disputando l'incontro di Segunda División B pareggiato 1-1 contro il FC Cartagena.
L'11 luglio 2017 è passato a parametro zero al Córdoba, venendo aggregato alla squadra riserve.
Al termine della stagione, dopo aver collezionato 3 presenze con la prima squadra del club andaluso, viene acquistato dal Real Valladolid andando a rinforzare la formazione B.
Il 27 marzo seguente viene promosso in prima squadra per via dell'infortunio accorso a Pablo Hervías. Debutta quindi nella Liga il 4 aprile disputando l'incontro perso 1-0 contro il Leganés.